# Rode (Familienname)
Rode ist ein deutscher Familienname.

## Herkunft und Bedeutung
Rode ist ein Wohnstättenname für Menschen, die an einer Rode (durch Rodung gewonnenes Stück Land, siehe Neuland) wohnen.

## Namensträger
- Arthur Rode (1923–2011), US-amerikanischer Geistlicher, Bischof von Southwestern Texas
- August von Rode (1751–1837), deutscher Schriftsteller
- Bärbel Rode, deutsche Tischtennisspielerin
- Bernd Michael Rode (1946–2022), österreichischer Chemiker und Hochschullehrer
- Bernhard Rode (1725–1797), deutscher Maler
- Bonifacius Erasmi de Rode († 1560), deutscher Mathematiker und Theologe
- Christel Rode, deutscher Bahnradsportler
- Christian Rode (1936–2018), deutscher Schauspieler und Synchronsprecher
- Christian Rode (Philosoph) (* 1970), deutscher Philosoph und Hochschullehrer
- Christoph Rode (* 1984), deutscher Maler und Grafiker
- Ebbe Rode (1910–1998), dänischer Schauspieler
- Elaine Rode (* 1999), deutsche Handballspielerin
- Ernst Rode (1894–1955), deutscher Generalmajor der Schutzpolizei, SS-Brigadeführer und Generalmajor der Waffen-SS
- Fred J. Rode (1896–1971), US-amerikanischer Szenenbildner
- Friedrich Rode (1855–1923), deutscher Theologe und Politiker, MdHB
- Georg von Rode (1857–1927), deutscher Generalmajor
- Heinrich Rode († 1394), deutscher Geistlicher, Weihbischof in Münster
- Helge Rode (1870–1937), dänischer Autor und Journalist
- Helmut Rode (* 1931), deutscher Politiker (CDU)
- Hermen Rode (1465–1504), deutscher Maler
- Jennifer Rode (* 1995), deutsche Handballspielerin
- Joanna Rode (* 1997), deutsche Handballspielerin
- Johan Rode (1587–1659), dänischer Mediziner
- Johann III. Rode von Wale († 1511), deutscher Geistlicher, Erzbischof von Bremen, siehe Johann III. (Bremen)
- Johann Gottfried Rode (1797–1857), deutscher Musiker und Komponist
- Johannes Rode (Ratssekretär), auch Johannes Ruffus (um 1280–1349), Ratssekretär der Hansestadt Lübeck und Chronist
- Johannes Rode (um 1373–1439), deutscher Ordensgeistlicher, Prior von Königsfeld, Frankfurt (Oder) und Stettin
- Johannes Rode (Abt) (um 1385–1439), deutscher Ordensgeistlicher, Abt von St. Matthias Trier
- Johannes Rode (Dekan) († 1532), Domherr und Ratssekretär in Lübeck
- Johannes Rode (SS-Mitglied) (1889–1947), deutscher Polizist und SS-Obersturmführer
- Johann Rembert Rode (1724–1781), deutscher Finanzbeamter
- Jürgen Rode (* 1949), deutscher Sportpädagoge und Hochschullehrer
- Karl Rode (1901–1980), deutscher Geologe und Hochschullehrer
- Karl-Heinz Rode (* 1947), deutscher Diplomat
- Karl Philipp Heinrich Rode (1818–1886), deutscher Generalmajor
- Leif Rode (Leif Sundt Rode; 1885–1967), norwegischer Ruderer und Sportfunktionär
- Lydia Rode (* 1992), deutsche Illustratorin
- Maksymilian Rode (1911–1999), polnischer Geistlicher, Bischof der Polnisch-Katholischen Kirche
- Martin Rode (1961–1989), dänischer Schauspieler
- Nicolò Rode (1912–1998), italienischer Regattasegler
- Paul Rode (1901–1948), französischer Zoologe
- Paul vom Rode (auch Paulus von Rode, Paul von Rhoda; 1489–1563), deutscher Theologe und Reformator
- Petra Rode-Bosse (* 1959), deutsche Politikerin (SPD), MdB
- Pierre Rode (1774–1830), französischer Violinist und Komponist
- Renārs Rode (* 1989), lettischer Fußballspieler
- Richard von Rode (1800–1871), deutscher Hofbeamter
- Roberts Rode (* 1987), lettischer Skirennläufer
- Sebastian Rode (* 1990), deutscher Fußballspieler
- Søren Rode (1935–2023), dänischer Schauspieler
- Susanne Rode-Breymann (* 1958), deutsche Musikwissenschaftlerin und Hochschullehrerin
- Swana Rode (* 1991), deutsche Schauspielerin
- Thomas Rode († 1487), deutscher Geistlicher, Domherr und Propst
- Thomas Schmitz-Rode (* 1958), deutscher Radiologe und Medizintechniker
- Valentin Rode (1752–1831), deutscher Lehrer, Bürgermeister und Politiker
- Waldemar Rode (1903–1960), deutscher Pastor
- Walther Rode (ursprünglich Walther Rosenzweig; 1876–1934), österreichischer Rechtsanwalt und Schriftsteller
- Wilhelm Rode (1887–1959), deutscher Sänger (Bass) und Opernintendant
- Willy Rode (* 1938), deutscher Trabrennsportler